# Copa del Rey de 2016–17
A Copa del Rey de 2016–17 foi a 113.ª edição dessa competição espanhola de futebol organizada pela RFEF, iniciada em 31 de agosto de 2016, com seu término em 27 de maio de 2017.

## Participantes
A 113ª Copa do Rei contou com 83 times das 4 principais divisões espanholas. As equipes participantes foram:
| Competição       | Equipes         | Equipes             | Equipes     | Equipes                |
| ---------------- | --------------- | ------------------- | ----------- | ---------------------- |
| La Liga          | Athletic Bilbao | Atlético de Madrid  | Barcelona   | Betis                  |
| La Liga          | Celta de Vigo   | Deportivo La Coruña | Eibar       | Espanyol               |
| La Liga          | Getafe          | Granada             | Las Palmas  | Levante                |
| La Liga          | Málaga          | Rayo Vallecano      | Real Madrid | Real Sociedad          |
| La Liga          | Sevilla         | Sporting de Gijón   | Valencia    | Villarreal             |
| Segunda Divisão  | Alavés          | Albacete            | Alcorcón    | Almería                |
| Segunda Divisão  | Cádiz           | Córdoba             | Elche       | Gimnàstic              |
| Segunda Divisão  | Girona          | Huesca              | Leganés     | Llagostera             |
| Segunda Divisão  | Lugo            | Mallorca            | Mirandés    | Numancia               |
| Segunda Divisão  | Osasuna         | Real Oviedo         | Valladolid  | Tenerife               |
| Segunda Divisão  | Zaragoza        |                     |             |                        |
| Terceira Divisão | Albacete        | Amorebieta          | Barakaldo   | Burgos                 |
| Terceira Divisão | Cornellà        | Cultural Leonesa    | Guijuelo    | Hércules               |
| Terceira Divisão | UD Logroñés     | Lleida Esportiu     | Lorca       | Ponferradina           |
| Terceira Divisão | Racing Ferrol   | Real Murcia         | Real Unión  | Sestao River           |
| Terceira Divisão | Socuéllamos     | Toledo              |             |                        |
| Quarta Divisão   | Andorra         | Boiro               | Calahorra   | Caudal                 |
| Quarta Divisão   | Cirbonero       | Conquense           | Extremadura | Formentera             |
| Quarta Divisão   | Laredo          | Lorca Deportiva     | Mancha Real | Prat                   |
| Quarta Divisão   | Sangutino       | Sanluqueño          | SS Reyes    | Villa de Santa Brígida |
| Quarta Divisão   | Zamora          | Zamudio             |             |                        |

## Calendário
| Rodada           | Data                                        | Jogos | Clubes  | Novas entradas                                                    |
| ---------------- | ------------------------------------------- | ----- | ------- | ----------------------------------------------------------------- |
| Primeira fase    | 31 de agosto de 2016                        | 18    | 36 → 18 | Equipes das Segunda División B 2015-16 e Tercera División 2015-16 |
| Segunda fase     | 06 – 08 de setembro de 2016                 | 22    | 44 → 22 | Equipes da Segunda División 2015-16                               |
| Terceira fase    | 11 – 12 de outubro de 2016                  | 11    | 22 → 11 | Equipes da Segunda División 2015-16                               |
| Quarta fase      | 26 de outubro – 01 de dezembro de 2016      | 32    | 32 → 16 | Equipes da La Liga de 2015-2016                                   |
| Quarta fase      | 30 de novembro – 22 de dezembro de 2016     | 32    | 32 → 16 | Equipes da La Liga de 2015-2016                                   |
| Oitavas-de-final | 03 – 05 de janeiro de 2017 - Jogos de Ida   | 8     | 16 → 8  | Nenhum                                                            |
| Oitavas-de-final | 10 a 12 de janeiro de 2017 - Jogos de Volta | 8     | 16 → 8  | Nenhum                                                            |
| Quartas-de-Final | 18 de janeiro de 2017 - Jogos de Ida        | 4     | 8 → 4   | Nenhum                                                            |
| Quartas-de-Final | 25 de janeiro de 2017 - Jogos de Volta      | 4     | 8 → 4   | Nenhum                                                            |
| Semifinal        | 01 de fevereiro de 2017 - Jogos de Ida      | 2     | 4 → 2   | Nenhum                                                            |
| Semifinal        | 08 de fevereiro de 2017 - Jogos de Volta    | 2     | 4 → 2   | Nenhum                                                            |
| Final            | 27 de maio de 2017 - Jogo único             | 1     | 2 → 1   | Nenhum                                                            |

## Fases iniciais

### Primeira fase
Em negrito as equipes que passaram de fase.
| Equipe 1        | Resultado   | Equipe 2            |
| --------------- | ----------- | ------------------- |
| Caudal          | 2–1         | Burgos              |
| Andorra         | 0–5         | Hércules            |
| Cirbonero       | 0–0 (6-5 p) | Ponferradina        |
| Boiro           | (1–3 pro)   | Guijuelo            |
| Sestao River    | 4–2         | Villa Santa Brígida |
| Saguntino       | 1–1 (3-4 p) | Formentera          |
| Amorebieta      | (2–1 pro)   | Socuéllamos         |
| Laredo          | (2–3 pro)   | Cultural Leonesa    |
| CD Calahorra    | 0–0 (3-1 p) | UD Logroñés         |
| Lleida Esportiu | 1–0         | Prat                |
| Barakaldo       | 4–0         | Zamudio             |
| Lorca Deportiva | (1–2 pro)   | Lorca               |
| Cornellà        | (2–1 pro)   | SS Reyes            |
| Racing Ferrol   | 3–2         | Zamora              |
| Albacete        | 2–1         | Real Unión          |
| Extremadura UD  | 5–0         | Mancha Real         |
| Sanluqueño      | 1–0         | Real Murcia         |
| Toledo          | 2–0         | Conquense           |

### Segunda fase
Em negrito as equipes que passaram de fase.
| Equipe 1         | Resultado      | Equipe 2               |
| ---------------- | -------------- | ---------------------- |
| Mirandés         | 2–2 (3–4 p)    | Elche                  |
| Lugo             | 1–2            | Tenerife               |
| Almería          | 0–2            | Rayo Vallecano         |
| Albacete         | 2–0            | Arenas de Getxo        |
| Tudelano         | 1–0            | Sanluqueño             |
| Caudal           | 1–0            | Lleida Esportiu        |
| Gimnàstic        | (1–0 pro.)     | Numancia               |
| Formentera       | 2–2 (9–8 p)    | Lorca                  |
| Cadiz            | 1–1 (3–2 p)    | Levante                |
| Guijuelo         | 1–0            | Sestao River           |
| Barakaldo        | 3–3 (2–3 p)    | Amorebieta             |
| Racing Ferrol    | 0–0 (4–5 p)    | Cirbonero              |
| Toledo           | 4–0            | Alcoyano               |
| Cultural Leonesa | 3–1            | CD Calahorra           |
| Racing Santander | 2–1            | Llagostera-Costa Brava |
| Cornellà         | 1–1 (2–0 pro.) | Extremadura UD         |
| Cartagena        | 1–1 (5–6 p)    | Hércules               |
| Zaragoza         | 1–2            | Valladolid             |
| Mallorca         | (1–0 pro.)     | Reus Deportiu          |
| Huesca           | 1–0            | Girona                 |
| UCAM Murcia      | 3–3 (1–0 pro.) | Real Oviedo            |
| Alcorcón         | 1–0            | Getafe                 |

### Terceira fase
Em negrito as equipes que passaram de fase.
| Equipe 1         | Resultado     | Equipe 2    |
| ---------------- | ------------- | ----------- |
| Elche            | 0–1           | Alcorcón    |
| Tudelano         | 0–0 (3–4 p)   | Formentera  |
| Mallorca         | 1–2           | UCAM Murcia |
| Cirbonero        | (1–2 p)       | Guijuelo    |
| Rayo Vallecano   | 1–1 (4–5 p)   | Gimnàstic   |
| Racing Santander | 2–0           | Amorebieta  |
| Cultural Leonesa | 1–1 (1–0 pro) | Albacete    |
| Hércules         | 2–1           | Cornellà    |
| Toledo           | 4–1           | Caudal      |
| Cádiz            | 1–2           | Córdoba     |
| Valladolid       | 1–1 (2–0 pro) | Tenerife    |

### Quarta fase
Em itálico, os times que possuem o mando de campo no primeiro jogo do confronto e Em negrito as equipes que passaram de fase.
| Equipe 1         | Total         | Equipe 2            | 1.º jogo | 2.º jogo |
| ---------------- | ------------- | ------------------- | -------- | -------- |
| Cultural Leonesa | 2–13          | Real Madrid         | 1–7      | 1–6      |
| Leganés          | 2–5           | Valencia            | 1–3      | 1–2      |
| Sporting Gijón   | 2–5           | Eibar               | 1–2      | 1–3      |
| Alcorcón         | 2–2 (4–3 pen) | Espanyol            | 1–1      | 1–1      |
| Betis            | 2–3           | Deportivo La Coruña | 1–0      | 1–3      |
| Toledo           | 1–4           | Villarreal          | 0–3      | 1–1      |
| Formentera       | 2–14          | Sevilla             | 1–5      | 1–9      |
| Guijuelo         | 1–10          | Atlético de Madrid  | 0–6      | 1–4      |
| Córdoba          | 6–3           | Málaga              | 2–0      | 4–3      |
| Granada          | 1–2           | Osasuna             | 1–0      | 0–2      |
| UCAM Murcia      | 0–2           | Celta de Vigo       | 0–1      | 0–1      |
| Hércules         | 1–8           | Barcelona           | 1–1      | 0–7      |
| Valladolid       | 2–4           | Real Sociedad       | 1–3      | 1–1      |
| Huesca           | 3–4           | Las Palmas          | 2–2      | 1–2      |
| Gimnàstic        | 0–6           | Alavés              | 0–3      | 0–3      |
| Racing Santander | 1–5           | Athletic Bilbao     | 1–2      | 0–3      |

## Fase final

### Esquema
|  | Oitavas de final    | Oitavas de final   | Oitavas de final   | Oitavas de final   |   |                    | Quartas de final   | Quartas de final   | Quartas de final   | Quartas de final   |  |                    | Semifinais           | Semifinais           | Semifinais           | Semifinais           |        |   | Final | Final | Final | Final |
|  | 03 a 12 de janeiro  | 03 a 12 de janeiro | 03 a 12 de janeiro | 03 a 12 de janeiro |   |                    | 18 e 26 de janeiro | 18 e 26 de janeiro | 18 e 26 de janeiro | 18 e 26 de janeiro |  |                    | 01 e 08 de fevereiro | 01 e 08 de fevereiro | 01 e 08 de fevereiro | 01 e 08 de fevereiro |        |   |       |       |       |       |
|  |                     |                    |                    |                    |   |                    |                    |                    |                    |                    |  |                    |                      |                      |                      |                      |        |   |       |       |       |       |
|  | Real Madrid         | 3                  | 3                  | 6                  |   |                    |                    |                    |                    |                    |  |                    |                      |                      |                      |                      |        |   |       |       |       |       |
|  | Sevilla             | 0                  | 3                  | 3                  |   |                    |                    |                    |                    |                    |  |                    |                      |                      |                      |                      |        |   |       |       |       |       |
|  | Sevilla             | 0                  | 3                  | 3                  |   | Real Madrid        | 1                  | 2                  | 3                  |                    |  |                    |                      |                      |                      |                      |        |   |       |       |       |       |
|  |                     |                    |                    |                    |   | Real Madrid        | 1                  | 2                  | 3                  |                    |  |                    |                      |                      |                      |                      |        |   |       |       |       |       |
|  |                     | Celta de Vigo      | 2                  | 2                  | 4 |                    |                    |                    |                    |                    |  |                    |                      |                      |                      |                      |        |   |       |       |       |       |
|  | Valencia            | Celta de Vigo      | 2                  | 2                  | 4 | 1                  | 1                  | 2                  |                    |                    |  |                    |                      |                      |                      |                      |        |   |       |       |       |       |
|  | Valencia            |                    |                    |                    |   | 1                  | 1                  | 2                  |                    |                    |  |                    |                      |                      |                      |                      |        |   |       |       |       |       |
|  | Celta de Vigo       | 4                  | 2                  | 6                  |   |                    |                    |                    |                    |                    |  |                    |                      |                      |                      |                      |        |   |       |       |       |       |
|  | Celta de Vigo       | 4                  | 2                  | 6                  |   |                    |                    |                    |                    |                    |  | Celta de Vigo      | 0                    | 0                    | 0                    |                      |        |   |       |       |       |       |
|  |                     |                    |                    |                    |   |                    |                    |                    |                    |                    |  | Celta de Vigo      | 0                    | 0                    | 0                    |                      |        |   |       |       |       |       |
|  |                     | Alavés             | 0                  | 1                  | 1 |                    |                    |                    |                    |                    |  |                    |                      |                      |                      |                      |        |   |       |       |       |       |
|  | Alcorcón            | Alavés             | 0                  | 1                  | 1 | 0                  | 2                  | 2                  |                    |                    |  |                    |                      |                      |                      |                      |        |   |       |       |       |       |
|  | Alcorcón            |                    |                    |                    |   | 0                  | 2                  | 2                  |                    |                    |  |                    |                      |                      |                      |                      |        |   |       |       |       |       |
|  | Córdoba             | 0                  | 1                  | 1                  |   |                    |                    |                    |                    |                    |  |                    |                      |                      |                      |                      |        |   |       |       |       |       |
|  | Córdoba             | 0                  | 1                  | 1                  |   | Alcorcón           | 0                  | 0                  | 0                  |                    |  |                    |                      |                      |                      |                      |        |   |       |       |       |       |
|  |                     |                    |                    |                    |   | Alcorcón           | 0                  | 0                  | 0                  |                    |  |                    |                      |                      |                      |                      |        |   |       |       |       |       |
|  |                     | Alavés             | 2                  | 0                  | 2 |                    |                    |                    |                    |                    |  |                    |                      |                      |                      |                      |        |   |       |       |       |       |
|  | Deportivo La Coruña | Alavés             | 2                  | 0                  | 2 | 2                  | 1                  | 3                  |                    |                    |  |                    |                      |                      |                      |                      |        |   |       |       |       |       |
|  | Deportivo La Coruña |                    |                    |                    |   | 2                  | 1                  | 3                  |                    |                    |  |                    |                      |                      |                      |                      |        |   |       |       |       |       |
|  | Alavés (gf)         | 2                  | 1                  | 3                  |   |                    |                    |                    |                    |                    |  |                    |                      |                      |                      |                      |        |   |       |       |       |       |
|  | Alavés (gf)         | 2                  | 1                  | 3                  |   |                    |                    |                    |                    |                    |  |                    |                      |                      |                      |                      | Alavés | 1 |       | 1     |       |       |
|  |                     |                    |                    |                    |   |                    |                    |                    |                    |                    |  |                    |                      |                      |                      |                      |        | 1 |       | 1     |       |       |
|  |                     | Barcelona          | 3                  |                    | 3 |                    |                    |                    |                    |                    |  |                    |                      |                      |                      |                      |        |   |       |       |       |       |
|  | Las Palmas          | Barcelona          | 3                  | 0                  | 3 | 3                  | 3                  |                    |                    |                    |  |                    |                      |                      |                      |                      |        |   |       |       |       |       |
|  | Las Palmas          |                    |                    | 0                  |   | 3                  | 3                  |                    |                    |                    |  |                    |                      |                      |                      |                      |        |   |       |       |       |       |
|  | Atlético de Madrid  | 2                  | 2                  | 4                  |   |                    |                    |                    |                    |                    |  |                    |                      |                      |                      |                      |        |   |       |       |       |       |
|  | Atlético de Madrid  | 2                  | 2                  | 4                  |   | Atlético de Madrid | 3                  | 2                  | 5                  |                    |  |                    |                      |                      |                      |                      |        |   |       |       |       |       |
|  |                     |                    |                    |                    |   | Atlético de Madrid | 3                  | 2                  | 5                  |                    |  |                    |                      |                      |                      |                      |        |   |       |       |       |       |
|  |                     | Eibar              | 0                  | 2                  | 2 |                    |                    |                    |                    |                    |  |                    |                      |                      |                      |                      |        |   |       |       |       |       |
|  | Osasuna             | Eibar              | 0                  | 2                  | 2 | 0                  | 0                  | 0                  |                    |                    |  |                    |                      |                      |                      |                      |        |   |       |       |       |       |
|  | Osasuna             |                    |                    |                    |   | 0                  | 0                  | 0                  |                    |                    |  |                    |                      |                      |                      |                      |        |   |       |       |       |       |
|  | Eibar               | 3                  | 0                  | 3                  |   |                    |                    |                    |                    |                    |  |                    |                      |                      |                      |                      |        |   |       |       |       |       |
|  | Eibar               | 3                  | 0                  | 3                  |   |                    |                    |                    |                    |                    |  | Atlético de Madrid | 1                    | 1                    | 2                    |                      |        |   |       |       |       |       |
|  |                     |                    |                    |                    |   |                    |                    |                    |                    |                    |  | Atlético de Madrid | 1                    | 1                    | 2                    |                      |        |   |       |       |       |       |
|  |                     | Barcelona          | 2                  | 1                  | 3 |                    |                    |                    |                    |                    |  |                    |                      |                      |                      |                      |        |   |       |       |       |       |
|  | Real Sociedad       | Barcelona          | 2                  | 1                  | 3 | 3                  | 1                  | 4                  |                    |                    |  |                    |                      |                      |                      |                      |        |   |       |       |       |       |
|  | Real Sociedad       |                    |                    |                    |   | 3                  | 1                  | 4                  |                    |                    |  |                    |                      |                      |                      |                      |        |   |       |       |       |       |
|  | Villarreal          | 1                  | 1                  | 2                  |   |                    |                    |                    |                    |                    |  |                    |                      |                      |                      |                      |        |   |       |       |       |       |
|  | Villarreal          | 1                  | 1                  | 2                  |   | Real Sociedad      | 0                  | 2                  | 2                  |                    |  |                    |                      |                      |                      |                      |        |   |       |       |       |       |
|  |                     |                    |                    |                    |   | Real Sociedad      | 0                  | 2                  | 2                  |                    |  |                    |                      |                      |                      |                      |        |   |       |       |       |       |
|  |                     | Barcelona          | 1                  | 5                  | 6 |                    |                    |                    |                    |                    |  |                    |                      |                      |                      |                      |        |   |       |       |       |       |
|  | Athletic Bilbao     | Barcelona          | 1                  | 5                  | 6 | 2                  | 1                  | 3                  |                    |                    |  |                    |                      |                      |                      |                      |        |   |       |       |       |       |
|  | Athletic Bilbao     |                    |                    |                    |   | 2                  | 1                  | 3                  |                    |                    |  |                    |                      |                      |                      |                      |        |   |       |       |       |       |
|  | Barcelona           | 1                  | 3                  | 4                  |   |                    |                    |                    |                    |                    |  |                    |                      |                      |                      |                      |        |   |       |       |       |       |

Nota: O esquema usado acima é usado somente para uma visualização melhor dos confrontos. Todos os confrontos desta fase são sorteados e não seguem a ordem mostrada.

### Oitavas de Final

#### Jogos de Ida
| 03 de janeiro de 2017 | Valencia              | 1 – 4     | Celta de Vigo                                          | Estádio de Mestalla, Valencia                         |
| 16:00                 | Dani Parejo 58' (pen) | Relatório | Aspas 3' (pen) · Jiménez 14' · Wass 19' · Guidetti 75' | Público: 33 958 Árbitro: ESP Javier Estrada Fernández |

| 03 de janeiro de 2017 | Osasuna | 0 – 3     | Eibar                            | Estádio El Sadar, Pamplona                               |
| 16:00                 |         | Relatório | Nano 28' · Bebé 75' · Adrián 90' | Público: 12 651 Árbitro: ESP José Luis González González |

| 03 de janeiro de 2017 | Las Palmas | 0 – 2     | Atlético de Madrid       | Estádio Gran Canaria, Las Palmas                   |
| 18:15                 |            | Relatório | Koke 23' · Griezmann 51' | Público: 26 032 Árbitro: ESP Juan Martínez Munuera |

| 03 de janeiro de 2017 | Deportivo La Coruña     | 2 – 2     | Alavés                               | Estádio Municipal de Riazor, Corunha                            |
| 18:15                 | Gama 73' · Joselu 90+3' | Relatório | Santos 3' · Edgar Méndez 45+2' (pen) | Público: 17 887 Árbitro: ESP Alejandro José Hernández Hernández |

| 04 de janeiro de 2017 | Alcorcón | 0 – 0     | Córdoba | Santo Domingo, Alcorcón                             |
| 16:00                 |          | Relatório |         | Público: 1 527 Árbitro: ESP Eduardo Prieto Iglesias |

| 04 de janeiro de 2017 | Real Sociedad                               | 3 – 1     | Villarreal    | Estádio Anoeta, San Sebastián                  |
| 16:00                 | Willian José 17' · Vela 33' · Oyarzabal 72' | Relatório | Trigueros 77' | Público: 16 414 Árbitro: ESP Carlos Clos Gómez |

| 04 de janeiro de 2017 | Real Madrid                           | 3 – 0     | Sevilla | Estádio Santiago Bernabéu, Madrid                       |
| 18:15                 | Rodríguez 11', 44' (pen) · Varane 29' | Relatório |         | Público: 78 969 Árbitro: ESP Antonio Miguel Mateu Lahoz |

| 05 de janeiro de 2017 | Athletic Bilbao           | 2 – 1     | Barcelona | Estádio de San Mamés, Bilbau                               |
| 18:15                 | Aduriz 25' · Williams 28' | Relatório | Messi 52' | Público: 45 772 Árbitro: ESP David José Fernández Borbalán |

#### Jogos de Volta
| 10 de janeiro de 2016 | Atlético de Madrid         | 2 – 3     | Las Palmas                     | Estádio Vicente Calderón, Madri                          |
| 18:15                 | Griezmann 49' · Correa 61' | Relatório | Livaja 57', 89' · García 90+3' | Público: 21 357 Árbitro: ESP José María Sánchez Martínez |

Atlético de Madrid venceu por 4–3 no placar agregado e avançou para às quartas de final.
| 11 de janeiro de 2016 | Córdoba       | 1 – 2     | Alcorcón                | Estadio Nuevo Arcángel, Córdoba                    |
| 16:00                 | Piovaccari 9' | Relatório | Rodríguez 51' · Ivi 68' | Público: 10 110 Árbitro: ESP Javier Alberola Rojas |

Alcorcón venceu por 2–1 no placar agregado e avançou para às quartas de final.
| 11 de janeiro de 2016 | Villarreal  | 1 – 1     | Real Sociedad | El Madrigal, Vila-real                                     |
| 16:00                 | Soriano 45' | Relatório | Oyarzabal 15' | Público: 14 298 Árbitro: ESP David José Fernández Borbalán |

Real Sociedad venceu por 4–2 no placar agregado e avançou para às quartas de final.
| 11 de janeiro de 2016 | Alavés           | 1 – 1     | Deportivo La Coruña | Estádio de Mendizorroza, Vitoria-Gasteiz              |
| 16:00                 | Édgar Méndez 45' | Relatório | Arribas 62'         | Público: 16 765 Árbitro: ESP Javier Estrada Fernández |

Alavés empate por 3–3 no placar agregado e com gf avançou para às quartas de final.
| 11 de janeiro de 2016 | Barcelona                                      | 3 – 1     | Athletic Bilbao | Camp Nou, Barcelona                            |
| 18:15                 | Luis Suárez 35' · Neymar 48' (pen) · Messi 78' | Relatório | Saborit 51'     | Público: 71 455 Árbitro: ESP Jesús Gil Manzano |

Barcelona venceu por 4–3 no placar agregado e avançou para às quartas de final.
| 12 de janeiro de 2016 | Celta de Vigo           | 2 – 1     | Valencia   | Estádio de Balaídos, Vigo                            |
| 16:00                 | Rossi 61' · Sisto 90+3' | Relatório | Araújo 63' | Público: 9 970 Árbitro: ESP Alejandro José Hernández |

Celta de Vigo venceu por 6–2 no placar agregado e avançou para às quartas de final.
| 12 de janeiro de 2016 | Eibar | 0 – 0     | Osasuna | Estádio Municipal de Ipurua, Eibar               |
| 16:00                 |       | Relatório |         | Público: 3 627 Árbitro: ESP Santiago Jaime Latre |

Eibar venceu por 3–0 no placar agregado e avançou para às quartas de final.
| 12 de janeiro de 2016 | Sevilla                               | 3 – 3     | Real Madrid                                   | Estádio Ramón Sánchez Pizjuán, Sevilha                |
| 18:15                 | Danilo 10' · Jovetić 53' · Iborra 77' | Relatório | Asensio 48' · Ramos 83' (pen) · Benzema 90+3' | Público: 36 943 Árbitro: ESP Alberto Undiano Mallenco |

Real Madrid venceu por 6–3 no placar agregado e avançou para às quartas de final.

### Quartas de Final

#### Jogos de Ida
| 18 de janeiro de 2017 | Alcorcón | 0 – 2     | Alavés          | Estádio Santo Domingo, Alcorcón                              |
| 16:15                 |          | Relatório | Ibai 90', 90+4' | Público: 3 398 Árbitro: ESP Alfonso Javier Álvarez Izquierdo |

| 18 de janeiro de 2017 | Real Madrid | 1 – 2     | Celta de Vigo                     | Estádio Santiago Bernabéu, Madrid                          |
| 18:15                 | Marcelo 69' | Relatório | Iago Aspas 64' · Jonny Castro 70' | Público: 58 196 Árbitro: ESP David José Fernández Borbalán |

| 19 de janeiro de 2017 | Atlético de Madrid                       | 3 – 0     | Eibar | Estádio Vicente Calderón, Madri                         |
| 16:15                 | Griezmann 28' · Correa 60' · Gameiro 68' | Relatório |       | Público: 24 826 Árbitro: ESP Antonio Miguel Mateu Lahoz |

| 19 de janeiro de 2017 | Real Sociedad | 0 – 1     | Barcelona        | Estádio Anoeta, San Sebastián                            |
| 18:15                 |               | Relatório | Neymar 21' (pen) | Público: 28 461 Árbitro: ESP José Luis González González |

#### Jogos de Volta
| 24 de janeiro de 2017 | Alavés | 0 – 0     | Alcorcón | Estádio de Mendizorroza, Vitoria-Gasteiz                 |
| 18:15                 |        | Relatório |          | Público: 11 287 Árbitro: ESP Ignacio Iglesias Villanueva |

Alavés venceu por 2–0 no placar agregado e avançou para à semifinal.
| 25 de janeiro de 2017 | Celta de Vigo         | 2 – 2     | Real Madrid               | Estádio de Balaídos, Vigo                                |
| 18:15                 | Danilo 44' · Wass 85' | Relatório | Ronaldo 62' · Vázquez 90' | Público: 23 491 Árbitro: ESP José María Sánchez Martínez |

Celta de Vigo venceu por 3–2 no placar agregado e avançou para à semifinal.
| 25 de janeiro de 2017 | Eibar                 | 2 – 2     | Atlético de Madrid         | Estádio Municipal de Ipurua, Eibar               |
| 16:15                 | Enrich 73' · León 80' | Relatório | Giménez 49' · Juanfran 85' | Público: 4 000 Árbitro: ESP Santiago Jaime Latre |

Atlético de Madrid venceu por 5–2 no placar agregado e avançou para à semifinal.
| 26 de janeiro de 2017 | Barcelona                                                             | 5 – 2     | Real Sociedad                 | Camp Nou, Barcelona                                |
| 18:15                 | Denis Suárez 17', 82' · Messi 55' (pen) · Luis Suárez 63' · Turan 80' | Relatório | Juanmi 62' · Willian José 73' | Público: 58 560 Árbitro: ESP Juan Martínez Munuera |

Barcelona venceu por 6–2 no placar agregado e avançou para à semifinal.

### Semifinais

#### Jogos de Ida
| 01 de fevereiro de 2017 | Atlético de Madrid | 1 - 2     | Barcelona                  | Estádio Vicente Calderón, Madri                           |
| 17:00                   | Griezmann 59'      | Relatório | Luis Suárez 7' · Messi 33' | Público: 48 214 Árbitro: ESP Ricardo de Burgos Bengoetxea |

| 02 de fevereiro de 2017 | Celta de Vigo | 0 – 0     | Alavés | Estádio de Balaídos, Vigo                                |
| 17:00                   |               | Relatório |        | Público: 18 989 Árbitro: ESP José Luis González González |

#### Jogos de Volta
| 07 de fevereiro de 2017 | Barcelona       | 1 - 1     | Atlético de Madrid | Camp Nou, Barcelona                            |
| 17:00                   | Luis Suárez 43' | Relatório | Gameiro 82'        | Público: 67 734 Árbitro: ESP Jesús Gil Manzano |

Barcelona venceu por 3–2 no placar agregado e avançou para à final.
| 08 de fevereiro de 2017 | Alavés           | 1 - 0     | Celta de Vigo | Estádio de Mendizorroza, Vitoria-Gasteiz                |
| 17:00                   | Édgar Méndez 82' | Relatório |               | Público: 19 307 Árbitro: ESP Antonio Miguel Mateu Lahoz |

Alavés venceu por 1-0 no placar agregado e avançou para à final.

### Final
| 27 de maio de 2017 | Barcelona                                   | 3 – 1     | Alavés             | Estádio Vicente Calderón, Madri |
| 15:00              | Messi 30' · Neymar 45' · Paco Alcácer 45+3' | Relatório | Theo Hernández 33' | Árbitro: ESP Carlos Clos Gómez  |

## Premiação
| Copa del Rey 2016-17           |
| ------------------------------ |
| Barcelona Campeão (29º título) |

## Estatísticas
| Pos. | Jogador             | Equipe             | Gols |
| ---- | ------------------- | ------------------ | ---- |
| 1    | Wissam Ben Yedder   | Sevilla            | 5    |
| 1    | Lionel Messi        | Barcelona          | 5    |
| 3    | Arda Turan          | Barcelona          | 4    |
| 3    | Luis Suárez         | Barcelona          | 4    |
| 3    | Mariano Díaz        | Real Madrid        | 4    |
| 3    | Juanmi              | Real Sociedad      | 4    |
| 3    | Ángel Correa        | Atlético de Madrid | 4    |
| 3    | Antoine Griezmann   | Atlético de Madrid | 4    |
| 3    | Édgar Méndez        | Alavés             | 4    |
| 10   | James Rodríguez     | Real Madrid        | 3    |
| 10   | Raúl Garcia         | Athletic Bilbao    | 3    |
| 10   | Luciano Vietto      | Sevilla            | 3    |
| 10   | Federico Piovaccari | Córdoba            | 3    |
| 10   | Joaquín Correa      | Sevilla            | 3    |
| 10   | Marco Asensio       | Real Madrid        | 3    |
| 10   | Neymar              | Barcelona          | 3    |

| Pos. | Jogador                                                  | Equipe              | Assis. |
| ---- | -------------------------------------------------------- | ------------------- | ------ |
| 1    | James Rodríguez                                          | Real Madrid         | 3      |
| 1    | Lionel Messi                                             | Barcelona           | 3      |
| 3    | Aleix Vidal Rafinha Neymar                               | Barcelona           | 2      |
| 3    | Nico Gaitán Thomas Partey Ángel Correa Antoine Griezmann | Atlético de Madrid  | 2      |
| 3    | Vicente Iborra PH Ganso Pablo Sarabia                    | Sevilla             | 2      |
| 3    | Óscar Plano                                              | Alcorcón            | 2      |
| 3    | Lucas Vázquez Daniel Carvajal                            | Real Madrid         | 2      |
| 3    | Martín Montoya                                           | Valencia            | 2      |
| 3    | Theo Bongonda                                            | Celta de Vigo       | 2      |
| 3    | Juanfran                                                 | Deportivo La Coruña | 2      |
| 3    | Yuri Berchiche                                           | Real Sociedad       | 2      |
| 3    | Mateo García                                             | Las Palmas          | 2      |
| 3    | Dani Torres                                              | Alavés              | 2      |
| 3    | Aritz Aduriz                                             | Athletic Bilbao     | 2      |